# حزب طرفداران قانون اساسی
حزب طرفداران قانون اساسی یک حزب مسلح در زمان قاجاریه ره رهبری عبدالقدیر آزاد بود.
این حزب توسط عبدالقدیر آزاد در سال۱۲۹۸ و در اعتراض به احمد قوام و وثوق الدوله و قرارداد ۱۹۱۹ ایجاد شد. محل اصلی فعالیت این حزب در خراسان بوده و با حدود ۴۰۰ نفر از اعضای خود به قیام مسلحانه علیه دولت دست می‌زنند؛ که با شکست و دستگیری عبدالقدیر آزاد فعالیت این حزب پایان می‌یابد. 
پس از شکست این قیام عبدالقدیر آزاد ابتدا به اعدام محکوم می شود که با دخالت گروه های مختلف از این حکم رها می شود.